# Decán
La meseta del Decán es una gran altiplanicie que se extiende por la mayor parte del territorio centro-sur del subcontinente indio.

## Localización
Se extiende de este a oeste por los estados indios de Madhya Pradesh, Chhattisgarh, Maharastra, Andhra Pradesh y Karnataka.

## Contexto geográfico

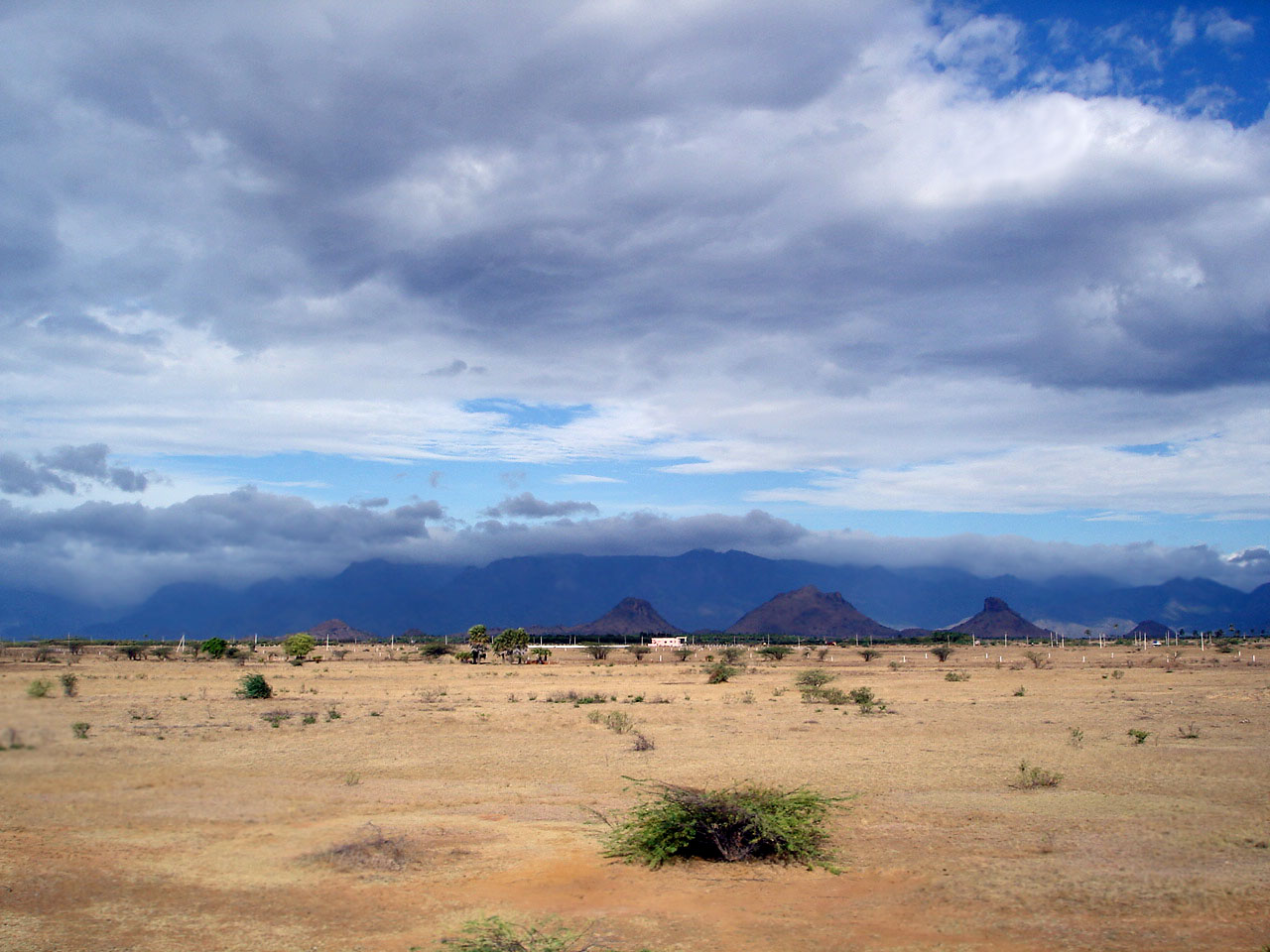
Vista panorámica.

Su altitud oscila entre los 79 y 750 m s. n. m. Ocupa una superficie de unos 800 000 km² (similar a la de Turquía), tiene forma de triángulo invertido y sus límites los definen los siguientes accidentes geográficos:
- al oeste, la cordillera de los Ghats occidentales;
- al este, la cordillera de los Ghats orientales;
- al norte, el río Narmada (que forma con el Tapti la separación entre el norte y el sur de la India). Destacan también las estribaciones montañosas de los Satpuras y Vindhyas que conforman la base del triángulo invertido.
- Al sur, las colinas y montes de Nilgiri y Palni que son una extensión de los Ghats occidentales.

## Demografía
Las principales ciudades que se encuentran en la meseta son las siguientes: Bangalore, Hyderabad, Bhopal, Pune, Nagpur.
En el Decán conviven numerosos pueblos e idiomas. Los pueblos bhil y gond viven en las colinas a lo largo de los bordes norte y noreste de la meseta y hablan varios idiomas que pertenecen a las familias de idiomas indoario y dravídico. El marathi, un idioma indoario, es el idioma principal  idioma del noroeste de Deccan en el estado de Maharashtra.  Los hablantes de los idiomas dravidianos telugu y kannada, los idiomas predominantes de Telangana, Andhra Pradesh y Karnataka respectivamente, ocupan las porciones de la meseta de esos estados.  La ciudad de Hyderabad es un centro importante del idioma urdu en Deccan;  sus alrededores también albergan una notable población de hablantes de urdu.  El dialecto urdu que se habla en esta región también se conoce como Dakhini o Deccani, llamado así por la propia región.  El tamil se habla en las partes más al sur de Deccan, en las áreas ocupadas por el estado de Tamil Nadu.  Las partes del noreste de Deccan se encuentran en el estado de Odisha.  Odia, otro idioma indoario, se habla en esta parte de Deccan.
Si bien esta región ocupa la mayor parte del territorio peninsular de la India, su densidad demográfica es comparativamente muy inferior al de las fértiles y sobrepobladas regiones del norte del país, básicamente por poseer condiciones de pluviosidad menores para el hábitat humano.
El cultivo principal es el algodón;  también son comunes la caña de azúcar, el arroz y otros cultivos extensivos.

## Toponimia
El nombre Decán (Deccan en inglés) es una forma anglicanizada de la palabra dakkhin en prácrito, a su vez proveniente de la palabra dakia en sánscrito, que quiere decir Sur.

Régimen pluviométrico en el Oeste.

## Estructura geológica
El Decán es una meseta de rocas cristalinas interrumpida por horsts que se levantan en su interior (montes Vindhya) o en sus bordes (Ghats occidentales y Ghats orientales).
Enormes coladas de roca basáltica rica en titanio, magnesio y hierro.
Capas de lava que alcanzan extensiones de 10 000 km², un volumen superior a los 10 000 km³ y un espesor de 2400 m, vestigios de una fortísima actividad volcánica a finales del Cretácico superior (68-64 millones de años). De ahí se deduce que la edad de la meseta es de unos 70 millones de años.

## Formación
Debido a erupciones fisurales, se originan a lo largo de una fisura o dislocación de la corteza terrestre. Las lavas son fluidas y recorren grandes extensiones formando amplias mesetas, con un kilómetro o más de espesor y miles de kilómetros cuadrados de superficie. Los restos de los flujos, conocidos como Traps del Decán, cubren aún cerca de 500 000 km².
En Rajahmundry, a unos 1000 km del centro de los Traps del Decán, se observan algunos sedimentos marinos que contienen microorganismos fósiles entre el flujo de la lava de esos enormes traps. Este flujo provocó una enorme liberación de CO2 a la atmósfera que pudo ser una de las causas de la extinción de los dinosaurios. (Véase apartado correspondiente más abajo).
La formación de las islas Seychelles se remonta a más de 200 millones de años cuando este terreno se desprendió del borde occidental de la India, en las proximidades de la meseta, separándose de la plataforma continental.

## Clima
Comprende dos zonas climáticas bien distintas de exterior a interior. Por un lado, existe un clima tropical húmedo en el borde de la meseta, el anillo exterior. Esto es debido a la abundancia de precipitaciones en las laderas de los montes Ghats tanto Orientales como Occidentales. Por el contrario la zona interior de la meseta es semiárida debido a que las borrascas y en definitiva todas las masas de aire húmedo (mayoría de origen monzónico), descargan su contenido en las cordilleras que la delimitan. Se produce entonces el denominado Efecto Foehn (se observa en la imagen como disminuyen las precipitaciones hacia el interior). Las precipitaciones medias se sitúan en torno a los 500-1000 mm.
Las temperaturas, si bien hay una excepción con valores más suaves en el borde exterior, son suaves en invierno y tórridas a finales de la primavera y principios de verano, con valores que pueden superar fácilmente los 40 °C e incluso rozar los 50 °C.

## Hidrología
La cruzan el río Godavari, principal río del sur de la India, y el Krishná, ambos por el nordeste. Existen otros ríos menores que nacen en la propia meseta.

## Flora
La vegetación de la meseta del Decán es menos exuberante que la de las zonas más húmedas del subcontinente indio, si bien hay bosques de especies muy apreciadas por su madera, como la teca y el sándalo. Las laderas bajas de los Ghats occidentales están recubiertas de una densa jungla bajo influencia monzónica. Se pueden encontrar agrupaciones más o menos densas de bambú, palmera y árboles caducifolios. En casi toda la meseta predomina una vegetación subtropical seca, de tipo sabana con presencia apenas de especies arbóreas pero sí de muchos arbustos y matorrales.

## Fauna
En cuanto a especies animales, las más representativas son el elefante asiático y el ya extinto guepardo que era el más extendido de los grandes felinos por esta zona, dada su predilección por las grandes extensiones de sabana. Otros grandes mamíferos son el rinoceronte indio, el oso bezudo, el chacal, el dole, el gaur, el búfalo salvaje, el jabalí y varias especies de simios, antílopes y ciervos.
Distintas especies de serpientes venenosas como la cobra, la daboia y las serpientes de agua salada o no venenosas como las pitones. Entre los reptiles también cabe destacar a los cocodrilos y gaviales. Las aves más importantes son el loro, el pavo real, la garza y el martín pescador.
La India se caracteriza por tener un clima caliente, esto le da la oportunidad a las selvas, llanuras, colinas y montañas de ser de ser hábitat de los felinos ( leopardos, tigres y panteras), y en especial los guepardos que habitan en el Decán. Tomando en cuenta que el tigre es una especie que está en peligro de extensión se hace el esfuerzo nacional e internacionalmente, para esto existen reservas como Ranthambore y Rājasthān, esto ha incrementado más la población debido a la seguridad y resguardo de la salvaje especie.

## Relación con la extinción de los dinosaurios
Algunos geólogos apoyan una nueva hipótesis, que la causa de la extinción de los dinosaurios habría sido una cadena de inmensas erupciones volcánicas masivas en la meseta de Decán.
La mejor evidencia en favor del vulcanismo es la existencia de casi 1300 km² de lava en la meseta, depositadas al finalizar el Cretácico.
Coincidiendo con la caída de dos grandes meteoritos, uno en Yucatán y otro en la cuenca del Almirante; algunos creen que este último desató las erupciones de Decán, al fracturar la corteza terrestre. Por lo que se sumaron sus efectos a los de los meteoritos.
Unos 500 000 años antes de la extinción del límite K/T, que acabó con los dinosaurios, comienza el vulcanismo masivo del Decán. El CO2 liberado en la atmósfera produce un enorme incremento del efecto invernadero: la tierra se calienta alrededor de 7 °C u 8 °C, y los océanos unos 4 °C. Suceden las primeras extinciones. 300 000 años antes del K/T, cae un enorme meteorito en el cráter de Chicxulub (México). El impacto libera más CO2 en la atmósfera; no desencadena extinciones, pero sí tensiona los ecosistemas que no pueden sostener las cadenas tróficas. Entre 150 000 y 200 000 años antes del K/T, el clima se enfría y el nivel del mar baja más de 60 m.
Finalmente, en el límite K/T, hace 65 millones de años, se reactiva el vulcanismo del Decán y un segundo asteroide colisiona contra nuestro planeta. Se produce así la extinción de los dinosaurios.

## Historia
Decán produjo algunas de las dinastías más significativas de la historia de la India, como el Imperio Vijayanagara, la dinastía Rashtrakuta, la dinastía Chola, la dinastía Thagadur, Adhiyamans Pallavas, la dinastía Tondaiman, dinastía Satavahana, dinastía Vakataka, dinastía Kadamba, dinastía Chalukya, dinastía Yadava, dinastía Kakatiya, Imperio Chalukya Occidental e Imperio Maratha.
De la historia temprana, los principales hechos establecidos son el crecimiento del Imperio Maurya (300 a. C.) y después de eso el Decán fue gobernado por la dinastía Satavahana, que protegió el Decán contra los invasores escitas, los sátrapas occidentales. Entre las dinastías más destacadas de esta época se encuentran la Cholas (siglo III a. C. a siglo XII de nuestra era), el Chalukyas (siglos VI a XII), la Rashtrakutas (753-982), Yadavas (siglos IX-XIV), Hoysalas (siglos X-XIV), Kakatiya (1083-1323 d. C.) e Imperio Vijayanagara (1336-1646).
Los reyes Ahir gobernaron en el Decán. Una inscripción rupestre en Nasik hace referencia al reinado de un príncipe de la tribu Abhira llamado Ishwarsena, hijo de Shivadatta. Tras el colapso de la dinastía Satavahana, el Decán fue gobernado por la dinastía Vakataka desde el siglo III hasta el siglo V.
Del siglo VI al VIII, el Decán fue gobernado por la dinastía Chalukya, que produjo grandes gobernantes como Pulakesi II, que derrotó al emperador del norte de la India Harsha, y Vikramaditya II, cuyo general derrotó a los invasores árabes en el siglo VIII.
Del siglo VIII al X, la dinastía Rashtrakuta gobernó esta región. Dirigió exitosas campañas militares en el norte de la India y fue descrita por los eruditos árabes como uno de los cuatro grandes imperios del mundo.
En el siglo X se estableció el Imperio Chalukya Occidental, que produjo eruditos como el reformador social Basavanna, Vijñāneśvara, el matemático Bhāskara II, y Someshwara III, que escribió el texto Manasollasa.
Desde principios del siglo XI hasta el siglo XII, la meseta del Decán estuvo dominada por el Imperio Chalukya Occidental y la dinastía Chola. Se libraron varias batallas entre el Imperio Chalukya Occidental y la dinastía Chola en la meseta del Decán durante los reinados de Raja Raja Chola I, Rajendra Chola I, Jayasimha II, Someshvara I y Vikramaditya VI y Kulottunga I.
En 1294, Alauddin Khalji, emperador de Delhi, invadió el Decán, asaltó Devagiri, y redujo a los Yadava rajas de Maharashtra a la posición de príncipes tributarios (véase Daulatabad), luego procedió hacia el sur para conquistar el Orugallu, Carnatic. En 1307, se inició una nueva serie de incursiones dirigidas por Malik Kafur en respuesta a los tributos impagados, lo que supuso la ruina definitiva del clan Yadava; y en 1338 el sultán Muhammad bin Tughluq completó la conquista del Decán.
La hegemonía imperial fue breve, ya que pronto los reinos anteriores volvieron a sus antiguos amos. Estas deserciones de los estados fueron seguidas pronto por una revuelta general de los gobernadores extranjeros, lo que dio lugar al establecimiento en 1347 de la dinastía independiente Bahmani. El poder del sultanato de Delhi se evaporó al sur del río Narmada. El sur del Decán quedó bajo el dominio del famoso Imperio Vijayanagara, que alcanzó su apogeo durante el reinado del emperador Krishnadevaraya.
En las luchas de poder que siguieron, el reino hindú de Karnataka cayó poco a poco en manos de la dinastía Bahamani, que avanzó su frontera hasta Golkonda en 1373, hasta Warangal en 1421, y hasta el golfo de Bengala en 1472. Krishnadevaraya del Imperio Vijayanagara derrotó al último resto de poder del sultanato bahmaní, tras lo cual éste se derrumbó. Cuando el imperio bahmaní se disolvió en 1518, sus dominios se distribuyeron en los cinco estados musulmanes de Golkonda, Bijapur, Ahmednagar, Bidar y Berar, dando lugar a los sultanatos del Decán.
Al sur de éstos, el estado hindú de Carnatic o Vijayanagar aún sobrevivía; pero éste también fue derrotado, en la Batalla de Talikota (1565) por una liga de las potencias musulmanas. Berar ya había sido anexionada por Ahmednagar en 1572, y Bidar fue absorbida por la Bijapur en 1619. El interés del Mogol por el Decán también aumentó en esta época. Incorporada parcialmente al Imperio en 1598, Ahmadnagar se anexionó totalmente en 1636; Bijapur, en 1686, y Golkonda, en 1687.
En 1645, Shivaji sentó las bases del Imperio Maratha. Los marathas de Shivaji desafiaron directamente al sultanato de Bijapur y, en última instancia, al poderoso imperio mogol. Una vez que el sultanato de Bijapur dejó de ser una amenaza para el imperio maratha, los marathas se volvieron mucho más agresivos y empezaron a asaltar con frecuencia el territorio mogol. Sin embargo, estas incursiones enfurecieron al emperador mogol Aurangzeb y en 1680 trasladó su capital de Delhi a Aurangabad, en el Decán, para conquistar los territorios controlados por los marathas. Tras la muerte de Shivaji, su hijo Sambhaji defendió el imperio maratha del ataque mogol, pero fue capturado por los mogoles y ejecutado. En 1698 cayó el último bastión maratha en Jinji y los mogoles pasaron a controlar todos los territorios maratha.
En 1707, el emperador Aurangzeb murió a la edad de 89 años, lo que permitió a los marathas readquirir territorios perdidos y establecer su autoridad en gran parte del Maharashtra moderno. Tras la muerte de Chhatrapati Shahu, los Peshwas se convirtieron en los líderes de facto del Imperio de 1749 a 1761, mientras que los sucesores de Shivaji continuaron como gobernantes nominales desde su base en Satara. Los marathas mantuvieron a raya a las fuerzas británicas durante el siglo XVIII.
En 1760, con la derrota del Nizam en el Decán, el poder maratha había alcanzado su cenit. Sin embargo, las disensiones entre los Peshwa y sus sardars (comandantes del ejército) provocaron la caída gradual del imperio, que acabó anexionándose a la Compañía Británica de las Indias Orientales en 1818, tras las tres Guerras Anglo-Maratha.
Unos años más tarde, el virrey de Aurangzeb en Ahmednagar, Nizam-ul-Mulk, estableció la sede de un gobierno independiente en el Hyderabad en 1724. Mysore fue gobernada por Hyder Ali. Durante las contiendas por el poder que se sucedieron desde mediados del siglo XVIII entre las potencias de la meseta, franceses y británicos tomaron bandos opuestos. Tras una breve serie de victorias, los intereses de Francia decayeron y los británicos establecieron un nuevo imperio en la India. Mysore fue una de sus primeras conquistas en el Decán. Tanjore y el Carnatic pronto se anexionaron a sus dominios, seguidos por los territorios Peshwa en 1818.
En el India británica, la meseta se dividió en gran parte entre las presidencias de Bombay y Madrás. Los dos estados nativos más grandes en aquella época eran Hyderabad y Mysore; existían entonces muchos estados más pequeños, como Kolhapur, y Sawantwari.
Tras la independencia en 1947, casi todos los estados nativos se incorporaron a la República de la India. El ejército indio anexionó Hyderabad en la Operación Polo de 1948 cuando se negó a unirse. En 1956, la Ley de Reorganización de los Estados reorganizó los estados según criterios lingüísticos, dando lugar a los estados que se encuentran actualmente en la meseta.